# 钐化合物
钐化合物是镧系金属钐（元素符号：Sm）形成的化合物，在这些化合物中，钐一般显+3价，如SmCl3、Sm(NO3)3、Sm(C2O4)3等；+2价的钐是已知的，比如SmCl2、SmI2等。

## 钐化合物的晶体学性质
| 化学式 | 顏色 | 晶系 | 空間群  | 编号 | 皮爾遜符號 | a (pm) | b (pm) | c (pm) | Z  | 密度, g/cm3 |
| ------ | ---- | ---- | ------- | ---- | ---------- | ------ | ------ | ------ | -- | ----------- |
| Sm     | 銀色 | 三方 | R3m     | 166  | hR9        | 362.9  | 362.9  | 2621.3 | 9  | 7.52        |
| Sm     | 銀色 | 六方 | P63/mmc | 194  | hP4        | 362    | 362    | 1168   | 4  | 7.54        |
| Sm     | 銀色 | 四方 | I4/mmm  | 139  | tI2        | 240.2  | 240.2  | 423.1  | 2  | 20.46       |
| SmO    | 金色 | 立方 | Fm3m    | 225  | cF8        | 494.3  | 494.3  | 494.3  | 4  | 9.15        |
| Sm2O3  |      | 三方 | P3m1    | 164  | hP5        | 377.8  | 377.8  | 594    | 1  | 7.89        |
| Sm2O3  |      | 單斜 | C2/m    | 12   | mS30       | 1418   | 362.4  | 885.5  | 6  | 7.76        |
| Sm2O3  |      | 立方 | Ia3     | 206  | cI80       | 1093   | 1093   | 1093   | 16 | 7.1         |
| SmH2   |      | 立方 | Fm3m    | 225  | cF12       | 537.73 | 537.73 | 537.73 | 4  | 6.51        |
| SmH3   |      | 六方 | P3c1    | 165  | hP24       | 377.1  | 377.1  | 667.2  | 6  |             |
| Sm2B5  | 灰色 | 單斜 | P21/c   | 14   | mP28       | 717.9  | 718    | 720.5  | 4  | 6.49        |
| SmB2   |      | 六方 | P6/mmm  | 191  | hP3        | 331    | 331    | 401.9  | 1  | 7.49        |
| SmB4   |      | 四方 | P4/mbm  | 127  | tP20       | 717.9  | 717.9  | 406.7  | 4  | 6.14        |
| SmB6   |      | 立方 | Pm3m    | 221  | cP7        | 413.4  | 413.4  | 413.4  | 1  | 5.06        |
| SmB66  |      | 立方 | Fm3c    | 226  | cF1936     | 2348.7 | 2348.7 | 2348.7 | 24 | 2.66        |
| Sm2C3  |      | 立方 | I43d    | 220  | cI40       | 839.89 | 839.89 | 839.89 | 8  | 7.55        |
| SmC2   |      | 四方 | I4/mmm  | 139  | tI6        | 377    | 377    | 633.1  | 2  | 6.44        |
| SmF2   | 紫色 | 立方 | Fm3m    | 225  | cF12       | 587.1  | 587.1  | 587.1  | 4  | 6.18        |
| SmF3   | 白色 | 斜方 | Pnma    | 62   | oP16       | 667.22 | 705.85 | 440.43 | 4  | 6.64        |
| SmCl2  | 棕色 | 斜方 | Pnma    | 62   | oP12       | 756.28 | 450.77 | 901.09 | 4  | 4.79        |
| SmCl3  | 黃色 | 六方 | P63/m   | 176  | hP8        | 737.33 | 737.33 | 416.84 | 2  | 4.35        |
| SmBr2  | 棕色 | 單斜 | Pnma    | 62   | oP12       | 797.7  | 475.4  | 950.6  | 4  | 5.72        |
| SmBr3  | 黃色 | 斜方 | Cmcm    | 63   | oS16       | 404    | 1265   | 908    | 2  | 5.58        |
| SmI2   | 綠色 | 單斜 | P21/c   | 14   | mP12       |        |        |        |    |             |
| SmI3   | 橙色 | 三方 | R3      | 63   | hR24       | 749    | 749    | 2080   | 6  | 5.24        |
| SmN    |      | 立方 | Fm3m    | 225  | cF8        | 357    | 357    | 357    | 4  | 8.48        |
| SmP    |      | 立方 | Fm3m    | 225  | cF8        | 576    | 576    | 576    | 4  | 6.3         |
| SmAs   |      | 立方 | Fm3m    | 225  | cF8        | 591.5  | 591.5  | 591.5  | 4  | 7.23        |

## 氧化物

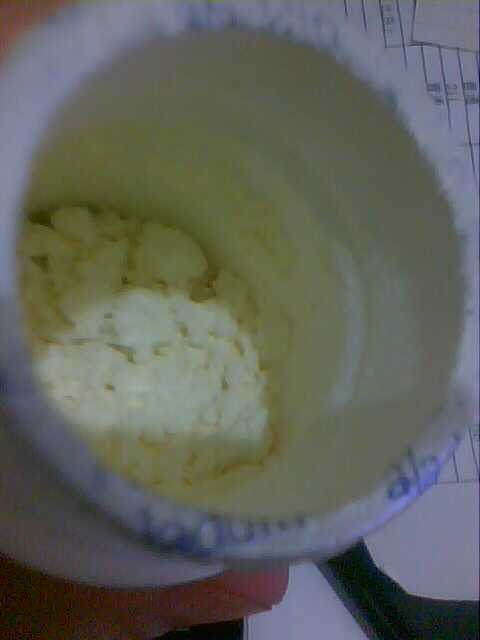
三氧化二釤

釤最穩定的氧化物為三氧化二釤Sm2O3。正如許多其他的釤化合物，它存在於幾個結晶相。而三角形是從熔體緩慢冷卻得到的。Sm2O3的熔點相當高（2345℃），因此熔點通常不以直接加熱達到，而使用感應加熱通過一個射頻線圈。Sm2O3的粉末可以經由火焰熔融法（Verneuil的過程）產生Sm2O3結晶的單斜晶的對稱晶體，晶體為筒狀的晶柱約數厘米長，直徑大約一厘米。當晶柱是純淨的時候為透明，否則則為橙色。加熱三角形的Sm2O3至1900℃，可將它轉換到更穩定的單斜晶相。
釤是少數可以形成一氧化物SmO的鑭系元素之一。在升高的溫度（1000℃）和高於50千巴的壓力下，Sm2O3的減少能得到有光澤的金黃色的化合物，降低的壓力導致一個不完整的反應中得到。SmO有岩鹽立方晶格結構。

## 硫屬化合物
釤形成三價的硫化物，硒化物，碲化物。也被稱為二價硫族化合物，SmS、SmSe和SmTe為立方岩鹽晶體結構。它們處於顯著狀態為在室溫下提高壓力從半導體轉換到金屬態。由於過渡是連續且發生在20-30千巴在SmSe和SmTe，在SmS只需要6.5千巴。這種效應會使SmS的顏色從黑色變成金黃色，其晶體薄膜被劃傷或拋光。過渡不改變晶格的對稱性，但結晶體積會急劇下降（〜15％），顯示當壓力下降，SmS返回到半導體狀態時的遲滯。

## 鹵化物
金屬釤與所有的鹵素反應，形成三鹵化物：

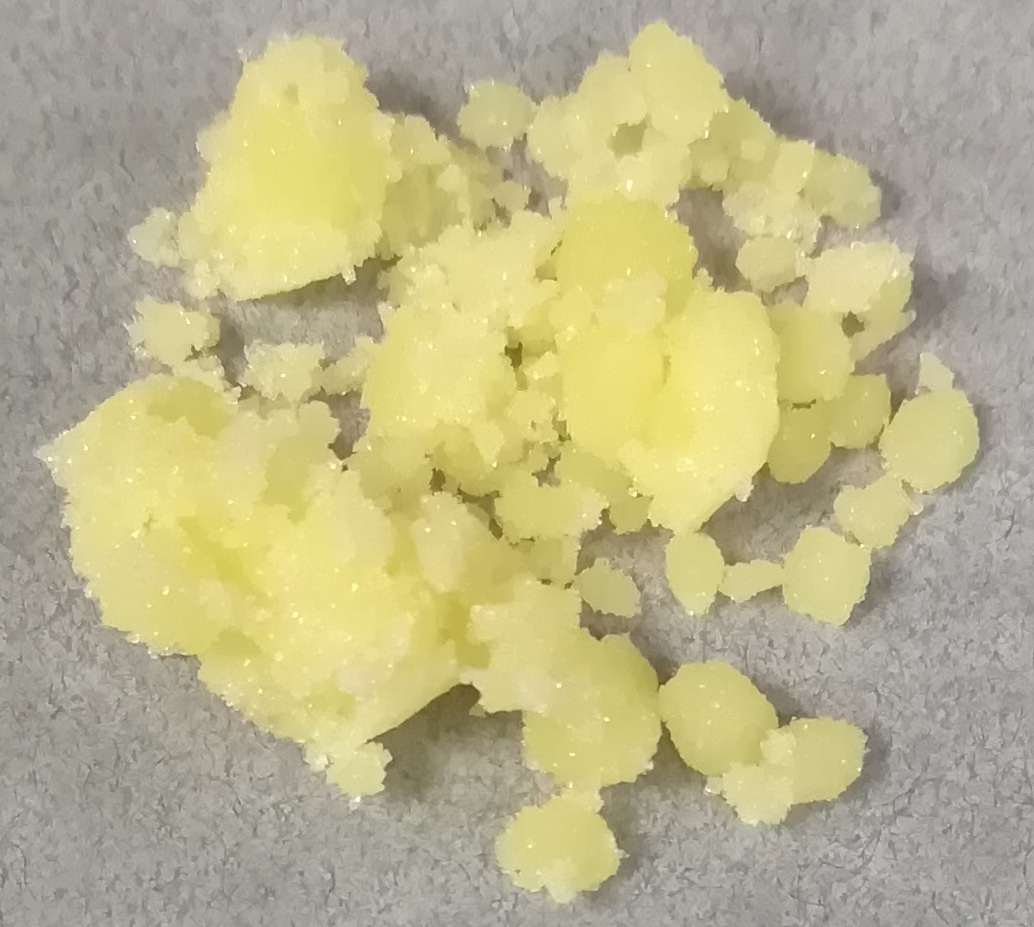
三氯化钐的六水合物

2 Sm (s) + 3 X2 (g) → 2 SmX3 (s)  （ X = 氯、溴或碘 ）
它們與釤、鋰或鈉金屬在高溫（約700-900 °C）進行還原反應而產生的二鹵化物。可以通過加熱 SmI3，或在室溫下金屬與無水四氫呋喃中1,2-二碘乙烷反應製備而成：
Sm (s) + ICH2-CH2I → SmI2 + CH2=CH2
除了二鹵化物，還原反應也產生大量有明顯晶體結構的非化學計量的鹵化釤，如Sm14F33、Sm3F7、Sm27F64、Sm11Br24、Sm5Br11 和 Sm6Br13。
釤鹵化物改變其晶體結構，一個類型的鹵原子取代另一個，對大多數元素（例如，錒系元素）而言這是一種罕見的行為。許多鹵化物的結構有兩個主要的結晶相，其中之一是更穩定，另一個是亞穩態。後者的形成為先壓縮或加熱，然後進行驟冷至室溫。例如壓縮單斜晶系二碘化釤再釋放壓力會造成PbCl2型的斜方晶系結構（密度5.90 g/cm3）的壓力的結果，在一個新的階段三碘化釤（密度5.97 g/cm3）也有類似反應。

## 硼化物
在真空中，釤和氧化硼的燒結粉末含有幾個釤硼化物相，混合比例可以控制它們的體積比。依賴於不同的熔點/ 結晶溫度SMB （2580°C），SMB （約2300°C）和SMB 66（2150°C），特定的釤硼化物粉末可以被使用電弧或區熔技術熔化轉換成較大的晶體。所有這些材料是硬，脆，暗灰色的固體與硬度隨著硼含量上升而增加。釤硼化鈦的揮發性過高無法使用這些方法產生，需要高壓力（約65千巴）和低溫1140和1240°C之間穩定其增長。溫度上升使SMB6優先形成。

### 六硼化釤
六硼化釤是一個典型的中間價化合物，其中Sm2+和Sm3+的比率為三比七。它屬於一種近藤絕緣體，在高溫下（高於50 K），它的屬性是典型的近藤金屬，強電子散射使其具有金屬導電性，而在低溫下，它表現為具有窄約4-14毫電子伏特帶隙的非磁性的絕緣層。SmB6伴隨著由熱導率急劇增加使冷卻引起的金屬-絕緣體轉變，峰值在約15 K，增加的原因是電子低溫下無助於熱導率，使佔主導地位的電子濃度的減少降低電子-聲子散射率。
一項新的研究指出，它可能是一個拓撲絕緣體。

## 其他無機化合物

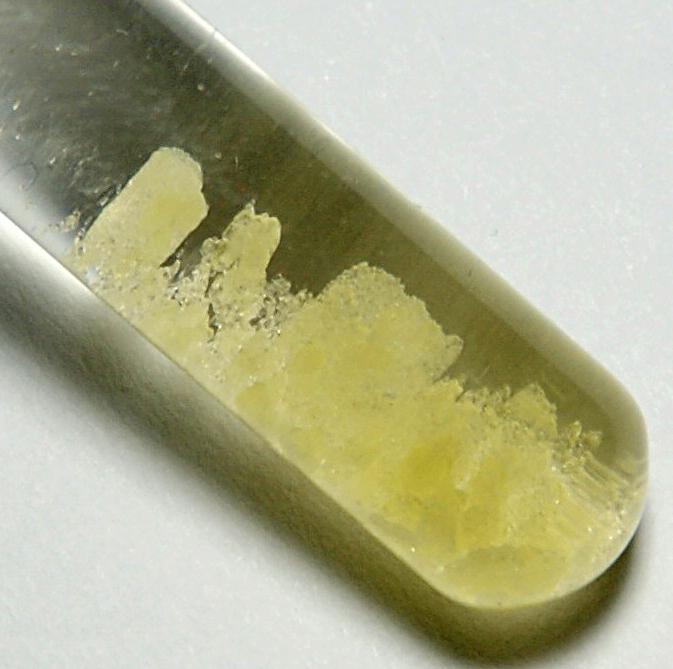
硫酸钐，Sm_{2}(SO_{4})_{3}

釤碳化物是在惰性氣氛中通過熔化金屬石墨的混合物製備而來。合成後它們在空氣中不穩定，需在惰性氣體下進行研究。釤monophosphide SMP是為1.10電子伏特帶隙的半導體，和矽相同，且矽為高導電性的n-型半導體。它可以在1100℃下熱處理含有磷和釤的混合粉末的真空石英安瓿製備而來。磷在高溫下具有高揮發性，有可能發生爆炸，所以加熱速率要保持在低於1℃/分鐘。類似的程序被採用在SMAS的monarsenide，但合成溫度高於1800℃。
很多結晶性二元化合物是釤和一個14、15或16族的元素X形成，其中X是矽、鍺、錫、鉛、銻或碲，它也可以形成多元合金。它們都從何相應元素的混合粉末熱處理製備而來。所得到的化合物是許多非化學計量的，有標稱組合物的SmaXb ，其中b / a的比率變化範圍在0.5和3之間。

## 有機金屬化合物
釤可以形成茂基配合物Sm(C
5H
5)
3，其氯化物Sm(C
5H
5)
2Cl和Sm(C
5H
5)Cl

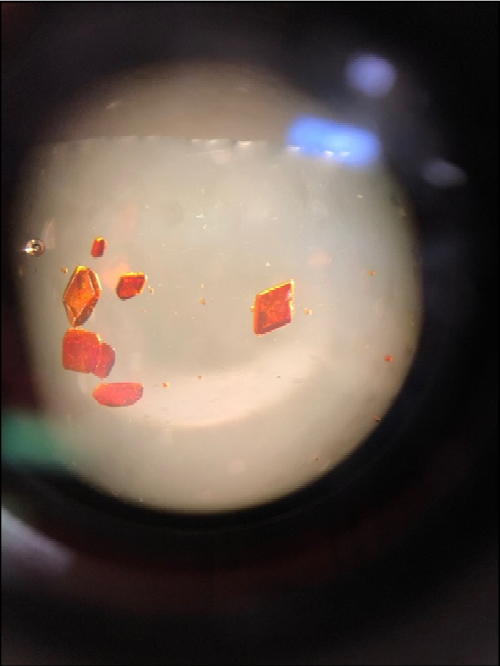
四甲基环戊二烯（Cp^{tet}）和钐形成的配合物Sm(Cp^{tet})_{3}晶体。

2也是已知的。它們可由三氯化钐與四氫呋喃中的NaC5H5反應製備來。和大多數其它鑭系元素的環戊二烯相反，在Sm(C
5H
5)
3中，一些C5H5彼此環橋形成環的頂點η1或邊緣η2朝向另一個相鄰釤原子，產生聚合鏈。氯衍生物中，Sm(C5H5)2Cl具有二聚體結構更精確地表示為(η5- C5H5)2Sm(µ-Cl)2(η5 -C5H5)2。在那裡氯橋可以被更換，例如，碘，氫或氮的原子或CN基團。四甲基环戊二烯的配合物Sm(C5Me4H)3也是已知的。
釤的環戊二烯配合物中C5H5-離子可以被茚阴离子C9H7-或環辛四烯阴离子C8H82-取代，產生Sm(C
9H
7)
3或KSm(η(
8)–C
8H
8)
2。後者的化合物双(环辛四烯)合铀具有相似的結構。也存在二價釤的環戊二烯配合物，Sm(C5H5)2，固體，在約85 °C下昇華，和二茂鐵相反，在Sm(C5H5)2中C5H5環是不平行的，但傾斜40°。
釤的烷基和芳基配合物可在四氫呋喃或乙醚中分解反應得到：
SmCl
3 + 3LiR → SmR
3 + 3LiCl
Sm(OR)
3 + 3LiCH(SiMe
3)
2 → Sm{CH(SiMe
3)
2}
3 + 3LiOR
其中R=烃基，Me=甲基。
金属钐和二碘合银酸二(1,3-二氢-1,3-二甲基咪唑-2-亚基)银（[Ag(IMe)2](AgI2)，IMe为配体）在四氢呋喃中反应，在过滤后结晶出顺磁性的、对空气敏感的暗红色的晶体[SmI2(IMe)4]。